# Panico (Lazza)
Panico è un singolo del rapper Lazza, pubblicato il 15 aprile 2022 come terzo estratto dal terzo album in studio Sirio.

## Descrizione
Il brano è stato realizzato con la partecipazione del duo Takagi & Ketra, che hanno ricoperto anche il ruolo di produttori dello stesso.

## Video musicale
Il video, diretto da Giulio Rosati, è stato reso disponibile il 9 giugno 2022 attraverso il canale YouTube del rapper e vede protagonisti lo stesso Lazza con l'attrice Beatrice Vendramin.

## Tracce
Testi di Jacopo Lazzarini e Davide Petrella, musiche di Alessandro Merli e Fabio Clemente.
1. Panico – 3:08

## Classifiche

### Classifiche settimanali
| Classifica (2022) | Posizione massima |
| ----------------- | ----------------- |
| Italia            | 2                 |

### Classifiche di fine anno
| Classifica (2022) | Posizione |
| ----------------- | --------- |
| Italia            | 23        |
| Classifica (2023) | Posizione |
| Italia            | 29        |